# 三田市立富士中学校
三田市立富士中学校（さんだしりつ ふじちゅうがっこう）は、兵庫県三田市にある公立中学校。

## 沿革
- 1991年 - 三田市立狭間中学校から分離し、開校。

## 部活動

### 運動部
- 野球部
- 剣道部
- バスケットボール部
- 陸上競技部
- ソフトテニス部
- サッカー部

### 文化部
- 吹奏楽部
- 美術部

## 通学区域
以下の小学校の通学区域。
- 三田市立富士小学校
- 三田市立弥生小学校

## 周辺の道路
- 兵庫県道95号灘三田線
- 兵庫県道356号上荒川三田線
- 中国自動車道・六甲北有料道路神戸三田インターチェンジ

## 通学区域が隣接している学校
- 三田市立狭間中学校
- 三田市立八景中学校
- 三田市立けやき台中学校
- 三田市立ゆりのき台中学校
- 神戸市立北神戸中学校